# 堀越愛未
堀越 愛未（ほりこし あいみ、1987年 - ）は、日本の陸上競技選手。2006年世界クロスカントリー選手権日本代表。3000mのベスト9分21秒53。

## 経歴
群馬県前橋市出身。前橋市立荒砥中学校から常磐高等学校に進学し、2004年の全国高等学校女子駅伝では3区区間3位の快走。翌年度の同大会でも3位入賞の立役者となった。2006年の福岡国際クロスカントリー大会でジュニア6kmに出場。興譲館高校の高島由香に競り勝ち、絹川愛（仙台育英高校）・野原優子（筑紫女学園高校）・大崎千聖（聖徳大聖徳高校）に次ぐ4位に入る。タイムは20分54秒であった。2006年3月20日には世界クロスカントリー選手権ジュニア6kmの代表に選出された。2006年4月に家電販売大手のヤマダ電機（本社・群馬県前橋市）に入社。

## 年次ベスト
3000m
- 2003年 9分46秒8
- 2004年 9分32秒14
- 2005年 9分21秒96